# O'Kennedy
La famiglia O'Kennedy (irlandese: Ó Cinnéide), a volte semplicemente Kennedy, era una dinastia reale irlandese, una setta del Dál gCais, fondata nel Medioevo. Il loro fondatore era il nipote del Re supremo d'Irlanda Brian Boru. (1002–1014).
Il nome Cinnéide apparteneva al padre di Brian Boru, Cennétig mac Lorcáin, re di Thomond, nel X secolo d.C. (Brian Boru era un Ard Rí, o Alto Re d'Irlanda). Gli O'Kennedy non discesero direttamente da Brian Boru, ma dal figlio maggiore di Cinnéide, Donncuan. Il figlio di Donncuan, Mahon, è stato il primo a chiamarsi Ó Cinnéide, che in irlandese significa "nipote di Cinnéide".
Nel XII secolo gli O'Kennedy detennero il titolo di "Re di Ormond", anche se per breve tempo. Il regno fu infatti conquistato dagli anglo-normanni, che assegnarono le terre di Ormond alla famiglia Butler. Gli O'Kennedy, ora possessori del titolo di "Signori di Ormond", combatterono a lungo con i Butler, e nel 1947 furono in grado di scacciare i Butler dal castello di Nenagh, tenendolo per più di duecento anni.
La famiglia si divise in tre rami, i cui capi erano indicati dai loro colori di capelli: don (bruno), fionn (biondo) e rua (rosso). San Ruadhan di Lorrha era il protettore speciale dei Kennedy di Ormond. Intorno al 1600, un ramo della famiglia emigrò nella Contea di Antrim, dove ancora oggi si trovano molti Kennedy.

## Discendenza
Secondo il genealogista Brian Kennedy nella sua opera, JFK's Irish O'Kennedy Ancestors, i Kennedy che avrebbero svolto un ruolo significativo negli Stati Uniti d'America erano discendenti degli Ó Cinnéide Fionn (uno dei tre clan degli Ó Cinnéide che governarono il regno di Ormond, insieme a Ó Cinnéide Donn e Ó Cinnéide Ruadh). Il loro progenitore, Diarmaid Ó Cinnéide Fionn, tenne il Castello di Knigh vicino a quello che oggi è Puckane, nella Contea di Tipperary nel 1546. Da lì, in seguito al nuovo ordine inglese instaurato nel Regno d'Irlanda, giunsero a Dunganstown, New Ross, Contea di Wexford nel 1740. Patrick Kennedy nacque lì nel 1823.